# Schlosskapelle Guteborn

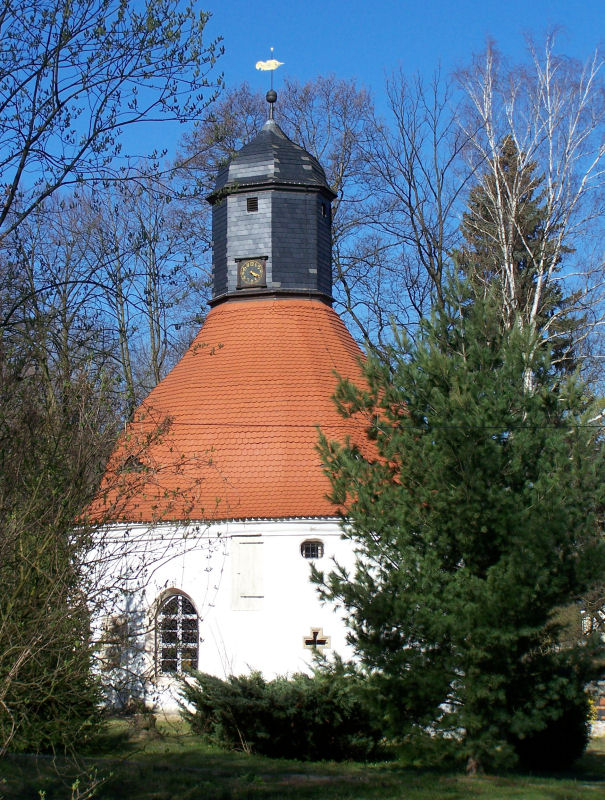
Schlosskapelle Guteborn

Die Schlosskapelle Guteborn ist ein denkmalgeschütztes Kirchengebäude in der Gemeinde Guteborn im südbrandenburgischen Landkreis Oberspreewald-Lausitz. Hier ist das Bauwerk auf dem Gelände des einstigen Schlosses von Guteborn zu finden. Im örtlichen Denkmalverzeichnis ist das Bauwerk unter der Erfassungsnummer 09120290,T,001 verzeichnet.

## Baubeschreibung und -geschichte
Bei der Schlosskapelle handelt es sich um einen eingeschossigen verputzten Feldsteinbau mit rundem Grundriss. Die Entstehungszeit der Kirche wird auf das letzte Drittel des 16. Jahrhunderts datiert. Vermutlich handelt es sich bei der Kirche ursprünglich um den Rest eines der Ecktürme einer einstmals hier befindlichen und später zum Wasserschloss umgebauten Burganlage. Um 1744 erfolgten Umbauarbeiten am Bauwerk. Dabei erhielt das Gebäude auch sein heute zu sehendes Schweifdach mit der mittig aufgesetzten oktogonalen und verschieferten Laterne.

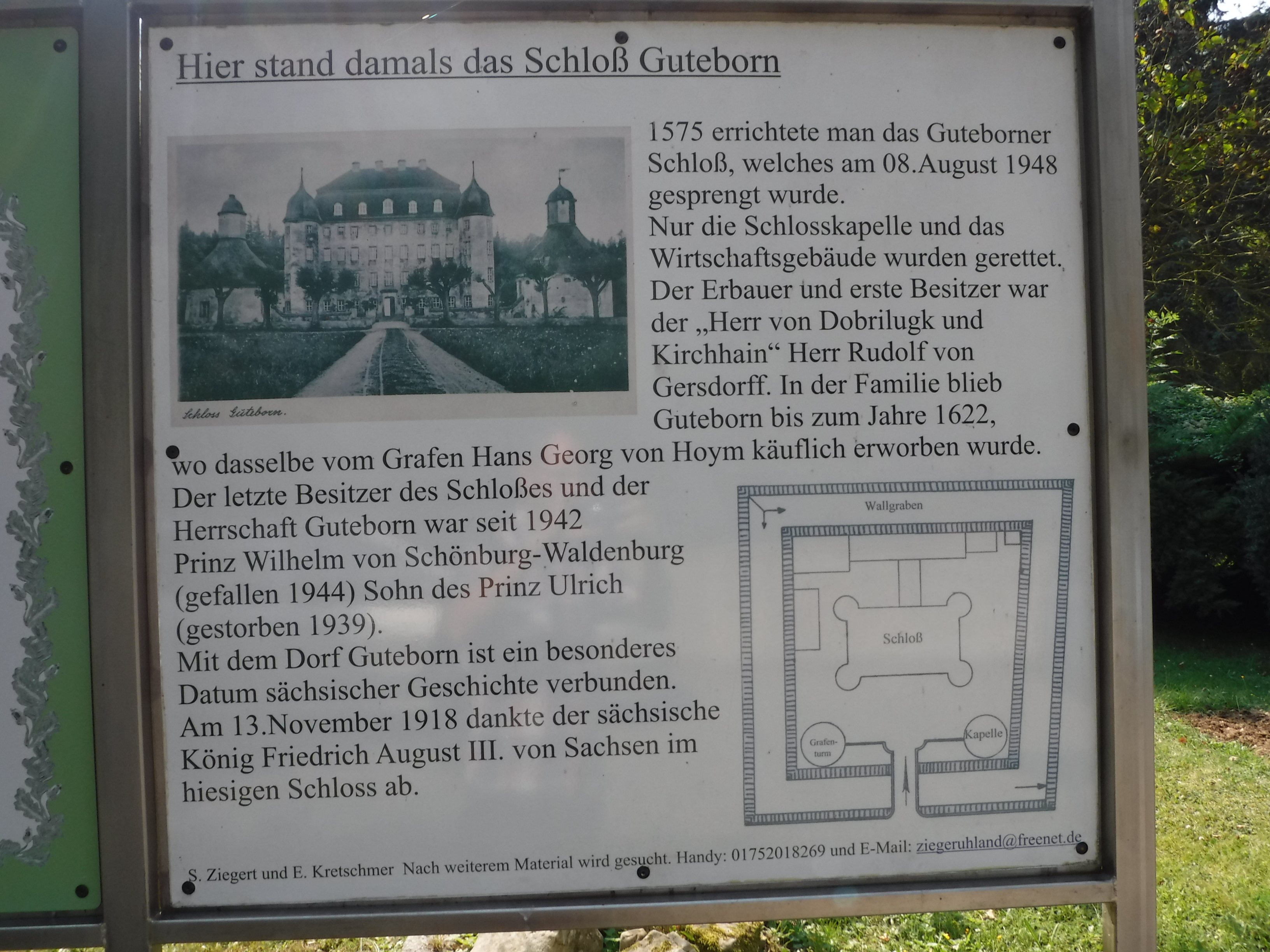
Infotafel mit der Gesamtansicht von Schloss Guteborn vor seiner Zerstörung

Das Innere der Schlosskapelle besitzt unter anderem eine Kassettendecke. Im Norden ist eine verglaste Patronatsloge zu sehen. Im Osten findet sich eine Orgelempore auf toskanischen Säulen. Darunter befindet sich eine weitere verglaste Loge.
Zur Ausstattung der Guteborner Schlosskapelle gehört unter anderem ein aus dem 17. Jahrhundert stammender Ädikula-Altar, der mit schwerem Laubstuck verziert ist. Die polygonale hölzerne Kanzel und die oktogonale kelchförmige Taufe stammen ebenfalls aus dem 17. Jahrhundert. Weiters ist in der Schlosskapelle seit April eine Sauer-Orgel zu finden, die zuvor von der Rostocker Luthergemeinde erworben wurde. Das frühere Instrument, das 1965 von der Bautzener Orgelbaufirma Hermann Eule gefertigt wurde, befindet sich jetzt im Kirchengemeindehaus in Frauendorf.
Während dem benachbarten Schloss Guteborn nach dem Ende des Zweiten Weltkriegs wohl der Befehl 209 der Sowjetischen Militäradministration (SMAD) vom 9. September 1947 zum Verhängnis geworden war, der zu ergreifende Maßnahmen zur Schaffung neuer Bauernhöfe beinhaltete und in der Folgezeit zum Anlass genommen wurde, zahlreiche kleinere Adelssitze zu zerstören, um die benötigten Baumaterialien dafür zu beschaffen, und den Kreisbaurat des damaligen Kreises Hoyerswerda veranlasste, das fast unversehrte Schloss im Jahre 1948 zu sprengen, konnte die Schlosskapelle in Guteborn gerettet werden.
Sie wird heute von der Evangelischen Kirchengemeinde Ruhland genutzt. Die Kirchgemeinde befindet sich im Kirchenkreis Schlesische Oberlausitz der Evangelischen Kirche Berlin-Brandenburg-schlesische Oberlausitz, kurz EKBO.

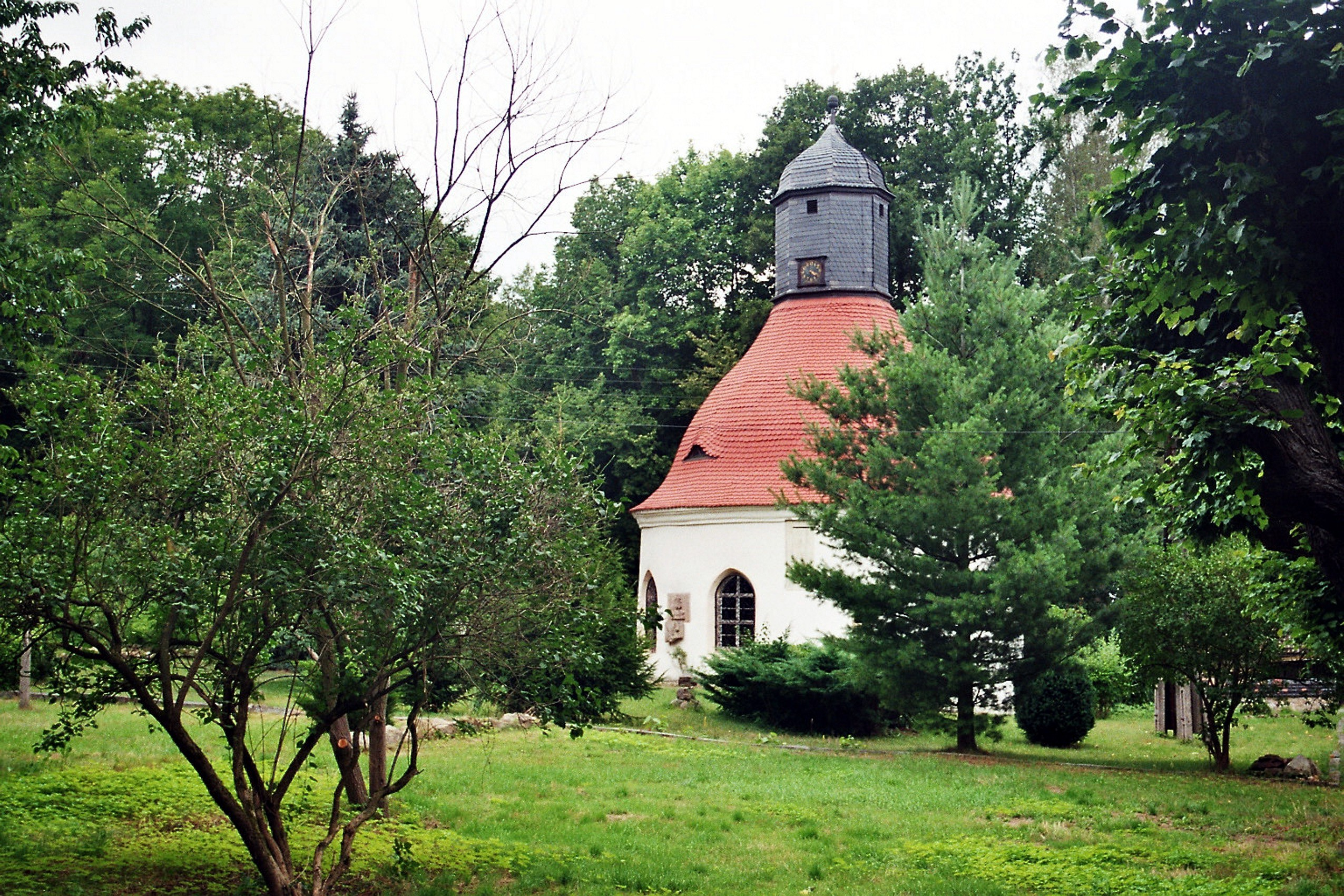